# 3514 Hooke
3514 Hooke eller 1971 UJ är en asteroid i huvudbältet, som upptäcktes 26 oktober 1971 av den tjeckiske astronomen Luboš Kohoutek vid Bergedorf-observatoriet. Den har fått sitt namn efter Robert Hooke.
Asteroiden har en diameter på ungefär 22 kilometer och den tillhör asteroidgruppen Hilda.